# Zhidáchiv
Zhidáchiv (en ucraniano Жидачів; en polaco Żydaczów) es una ciudad de Ucrania y se encuentra en el óblast de Leópolis. La población se calcula en 10.353 habitantes (2022). Es el centro administrativo del raión o distrito Zhidáchivski. Se encuentra a orillas del río Stryi, a 52 km al sur de Leópolis.

## Historia
La primera mención escrita de la ciudad de Zhidáchiv es del año 1164 cuando formaba parte del Principado de Hálych, en la Rus de Kiev.
A mediados del siglo XIV fue conquistado por el Reino de Polonia y durante un tiempo por el Reino de Hungría hasta su reconquista en el año 1387.
A mediados del siglo XVII , Zhydáchiv participó en la guerra de liberación liderada por Bogdán Jmelnitski. En 1772, fue conquistada por el Imperio Habsburgo y en el año 1800 se estableció una escuela rabinical Judía.
Entre noviembre de 1918 y mayo de 1919, la ciudad fue administrada por la República Popular de Ucrania Occidental, después de la guerra Polaco-Ucraniana la ciudad pasó a ser polaca hasta 1939 cuando se incorporaría a la RSS de Ucrania.

## Demografía
El censo de la ciudad está representado en la siguiente gráfica.
- 1989 : 11.217
- 2001 : 11.798
- 2005 : 11.487
- 2017 : 10.962